# نياك (بالا لاريجان)
نیاك (بالفارسية: نیاک) هي منطقة سكنية تقع في إيران في قسم بالا لاریجان الريفي. يقدر عدد سكانها بـ 210 نسمة .